# Club de handball de Jemmal
Le Club de handball de Jemmal (arabe : نادي كرة اليد بجمال) ou CHBJ est un club tunisien de handball fondé en 1978. Rattaché d'abord au club omnisports de l'Ennahdha sportive de Jemmal, il s'est constitué comme club autonome et spécialisé en handball en 2002. Basé dans la ville de Jemmal, il accède pour la première fois en division nationale A en 2015 et réussit d'emblée à s'imposer parmi les grands de la discipline, obtenant la cinquième place et disputant la finale de la coupe de Tunisie.

## Histoire
Créée en 1978, la section de handball de l'Essor sportif de Jemmal s'est contentée d'abord d'une présence parmi les clubs de troisième division Centre et Sud. Ce n'est qu'en 1985 qu'elle réussit, sous la conduite de Sadok Baïzig, à accéder en division d'honneur. En 2002, la section se transforme en club spécialisé et finit par accéder en division nationale B en 2012 puis en division nationale A en 2015. 

## Palmarès
- Coupe de Tunisie
  - Finaliste : 2016
- Division 3 Centre-Sud ou division d'honneur
  - Champion : 1985, 1991
- Division nationale B
  - Lauréat : 2015[1]

## Effectif (2022-2023)
| N° | Nom                   | Poste   | Nationalité |
| -- | --------------------- | ------- | ----------- |
| 1  | Bacem Jaïem           | Gardien | Tunisie     |
| 2  | Salah El Ani          |         | Tunisie     |
| 13 | Wassim Doghmani       |         | Tunisie     |
| 10 | Hmida Ismail          |         | Tunisie     |
| 18 | Hamdi Sghaier Bacha   |         | Tunisie     |
| 88 | Mohamed Ali Toujani   |         | Tunisie     |
| 9  | Amine Baklouti        |         | Tunisie     |
| 21 | Fakher El Oued        |         | Tunisie     |
| -  | Hmida Mami            |         | Tunisie     |
| 22 | Rami Septi            |         | Tunisie     |
| -  | Alaa Eddine El Kouni  |         | Tunisie     |
| 90 | Mehdi Jaafri          |         | Tunisie     |
| 3  | Mohamed Sakhri        |         | Tunisie     |
| -  | Haythem Tayari        |         | Tunisie     |
| 11 | Iyed Azzouz           |         | Tunisie     |
| 92 | Mohamed Habib Kridene |         | Tunisie     |
| 8  | Sofian Farjallah      |         | Tunisie     |
| -  | Ramzi Charef          |         | Tunisie     |